# Wadi Abou Jamil

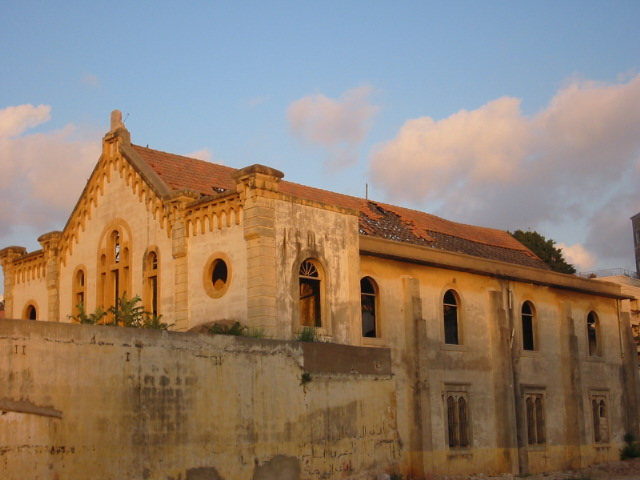
Synagogue Maghen Abraham, ancienne synagogue de Wadi Abou Jamil

Wadi Abou Jamil ou Wadi Abu Jamil est l'ancien quartier juif de Beyrouth au Liban. Il se situe au centre de la ville. Le quartier était le foyer principal de la communauté juive libanaise, il comprend notamment l'ancienne synagogue Maghen Abraham construite en 1925 et dévastée en 1975. Les Juifs libanais ont émigré en masse à partir de la guerre des Six Jours en 1967. Les Palestiniens de l'OLP s'y sont installés en masse dès 1970. Le quartier a été le théâtre de graves affrontements pendant la guerre de 1975-1990. 
Au début du XXIe siècle, il ne subsiste que moins d'une centaine de juifs dans ce quartier, désormais exclusivement résidentiel et très sécurisé, devenu une sorte de « village privé pour millionnaires ».

## Film tourné à Wadi Abou Jamil
- 1999 : Autour de la maison rose de Joana Hadjithomas et Khalil Joreige